# Sunken Condos
Albums de Donald Fagen
Morph the Cat
(2006)
Sunken Condos est le quatrième album solo du cofondateur de Steely Dan, Donald Fagen, sorti en octobre 2012 sous le label Reprise Records. 
Il contient huit chansons et une reprise de Out of the Ghetto d'Isaac Hayes. Fagen a commencé à enregistrer l'album en 2010 et l'a décrit comme étant plus léger que son travail précédent, plutôt que comme une continuation de sa trilogie Nightfly . 
Le 17 septembre, Rolling Stone a publié un aperçu complet de la chanson I'm Not the Same Without You. La chanson a été classée 28e au Billboard Japan Hot 100 en octobre 2012. L'album est entré dans le tableau officiel des albums britanniques au numéro 23 le 21 octobre et 12e au Billboard 200, devenant son album solo le plus élevé depuis 1993,. 

## Réception critique
.
L'album a été classé no 25 sur la liste de Rolling Stone des 50 meilleurs albums de 2012. Le magazine a déclaré que « la musique est trompeusement luxuriante, une cascade chic de rock, de R&B et de swing, avec une production aussi coûteuse qu'une maison de plage de Santa Monica ». Ils ont également désigné la chanson Weather in My Head la 21e meilleure chanson de 2012. 
Fagen est apparu sur Late Show avec David Letterman et a interprété Weather in My Head pour promouvoir l'album. 

## Liste des pistes
Toutes les chansons sont de Donald Fagen, sauf indication contraire :
1. Slinky Thing - 5:12
2. I'm Not the Same Without You - 4:31
3. Memorabilia - 4:14
4. Weather in My Head - 5:29
5. The New Breed - 4:35
6. Out of the Ghetto (Isaac Hayes) - 4:54
7. Mlle Marlene - 4:43
8. Good Stuff - 4:54
9. Planet D'Rhonda - 5:36

## Musiciens
- Donald Fagen - chant principal, piano, Prophet 5, Wurlitzer, orgue B3, clavinet, mélodica, chœurs
- Harlan Post - basse synthé (I'm Not the Same Without You, The New Breed, Miss Marlene, Good Stuff)
- Michael Leonhart - Fender Rhodes, minimoog, clavinet, orgue L100, orgue M100, Prophet 5, Wurlitzer, mellotron, Juno 6, accordéon, trompette, bugle, mellophone,  vibraphone, percussions, glockenspiel, chœurs
- Kurt Rosenwinkel - guitare solo (Planet D'Rhonda)
- Gary Sieger - guitare (Memorabilia)
- Larry Campbell - guitare rythmique (Weather in My Head)
- Jon Herington - basse acoustique, guitare, guitare à Guitare douze cordes, guitare rythmique
- Joe Martin - basse acoustique (Slinky Thing)
- Jay Leonhart - basse acoustique (The New Breed)
- Lincoln Schleifer - basse (Memorabilia, Weather in My Head, Planet D'Rhonda)
- Freddie Washington - basse (Out of the Ghetto)
- Antoine Silverman - violon (Out of the Ghetto)
- Walt Weiskopf - saxophone alto, saxophone ténor, clarinette
- Charlie Pillow - saxophone ténor, clarinette, clarinette basse, flûte basse
- Roger Rosenberg - saxophone baryton, clarinette basse
- Jim Pugh - trombone
- William Galison - harmonica (I'm Not the Same Without You, The New Breed)
- Aaron Heicke - flûte basse (Miss Marlene)
- Carolyn Leonhart - chœurs
- Jamie Leonhart - chœurs
- Catherine Russell - chœurs
- Cindy Mizelle - chœurs
- Earl Cooke Jr - batterie